# 图尔古特·艾卡奇
图尔古特·艾卡奇（土耳其語：Turgut Aykaç，1958年1月1日—），土耳其男子拳击运动员。他曾代表土耳其参加1984年夏季奥林匹克运动会拳击比赛，获得男子57公斤级铜牌。